# Tratado de Madrid (1801)
El Tratado de Madrid de 1801 fue un acuerdo firmado por Francia y España en el marco de las guerras napoleónicas para conminar a Portugal a disolver su alianza con Gran Bretaña y, en caso de negativa, invadir el país mediante un ejército conjunto. La negativa portuguesa a las condiciones impuestas en el tratado provocó el comienzo de la guerra de las Naranjas, en la que el ejército español invadió el Alentejo con el apoyo de las tropas auxiliares francesas.

## Contexto
Desde 1799 Francia, con Napoleón Bonaparte en el gobierno, se encontraba inmersa en la guerra contra la Segunda Coalición, formada por Gran Bretaña, Rusia, el Sacro Imperio Romano Germánico, el Imperio otomano, Portugal y Nápoles, que unidos intentaban contener las ambiciones expansionistas francesas en Europa y norte de África.
España y Francia, que habían visto interrumpidas por la Revolución francesa las alianzas políticas y militares recogidas en los Pactos de Familia, restablecieron a finales del siglo XVIII las buenas relaciones entre ambos.  En 1796 firmaron el tratado de San Ildefonso por el que ambos se comprometían a mantener una política militar conjunta contra su enemigo común, Gran Bretaña.
Portugal mantenía desde la Edad Media una alianza firmada con Gran Bretaña, en virtud de la cual ambos países se comprometían a darse ayuda mutua.  Juan VI era príncipe regente de Portugal ante la incapacidad mental de su madre María I de Portugal.

## Acuerdos
El secretario de Estado de España, Pedro Cevallos Guerra, en nombre del rey Carlos IV de y Luciano Bonaparte, embajador de la república francesa, firmaron el tratado el 29 de enero de 1801 en Madrid.
Los términos del acuerdo incluían los siguientes puntos:
- España solicitaría a Portugal la ruptura de su alianza con Gran Bretaña y la firma de la paz con Francia debiendo cumplir las siguientes condiciones:
  - Abandonar la alianza con Gran Bretaña;
  - Abrir sus puertos a los buques españoles y franceses, y cerrarlos a los ingleses;
  - Entregar a España la cuarta parte de su territorio, en garantía por la devolución de Trinidad, Mahón y Malta, en poder inglés;
  - Indemnizar a España y Francia.

En caso de que Portugal rechazase la oferta, España declararía la guerra a Portugal, invadiendo su territorio:
- A tal efecto Francia pondría a disposición de España un ejército de 15.000 soldados de infantería, bajo el mando de un general español.
- En caso de que se consumase la conquista de Portugal, las indemnizaciones a Francia correrían por cuenta de España.  En caso de que la conquista fuera sólo parcial o se firmase la paz con Portugal, España no pagaría nada a Francia.

## Repercusiones
Ante la negativa portuguesa a aceptar las condiciones planteadas, el 27 de febrero España declaró la guerra a Portugal. El 20 de mayo el ejército español comandado por Manuel Godoy penetró en territorio portugués ocupando algunas plazas del Alto Alentejo, dando comienzo a la efímera guerra de las Naranjas (las tropas auxiliares francesas quedaron en la retaguardia, sin llegar a entrar en Portugal). El 6 junio de ese mismo año Portugal firmó con España y Francia el Tratado de Badajoz, por el que se acordaba el fin de la guerra.